# Uonuma
Uonuma (魚沼市 -shi) é uma cidade japonesa localizada na província de Niigata.
Em 31 de Março de 2004 a cidade tinha uma população estimada em 45 026 habitantes e uma densidade populacional de 47,55 h/km². Tem uma área total de 946,93 km².
Recebeu o estatuto de cidade a 1 de Novembro de 2004.